# Aquarium Churaumi d'Okinawa
L'Aquarium Churaumi d'Okinawa (沖縄美ら海水族館, Okinawa Churaumi Suizokukan), est le 
deuxième plus grand aquarium du monde après le Chimelong Ocean Kingdom, à Zhuhai, en Chine.

## Historique
En 1975, l'Exposition spécialisée de 1975, consacrée à la mer et son avenir, eut lieu à Okinawa à l'Ocean Expo Park, construit pour l'occasion. Par la suite, la fréquentation du parc déclina et les autorités décidèrent qu'un nouvel aquarium permettrait non seulement de dynamiser la région, mais aussi de mettre en valeur la tradition maritime d'Okinawa. L'aquarium a été dessiné par Yukifusa Kokuba et a été ouvert le 1er novembre 2002.
L'aquarium a été baptisé par référendum. Avec plus de 13 000 votes, il prit le nom de Churaumi (dans le dialecte d'Okinawa Chura signifie « beau » ou « élégant » tandis que Umi signifie « océan ».

## Aquarium

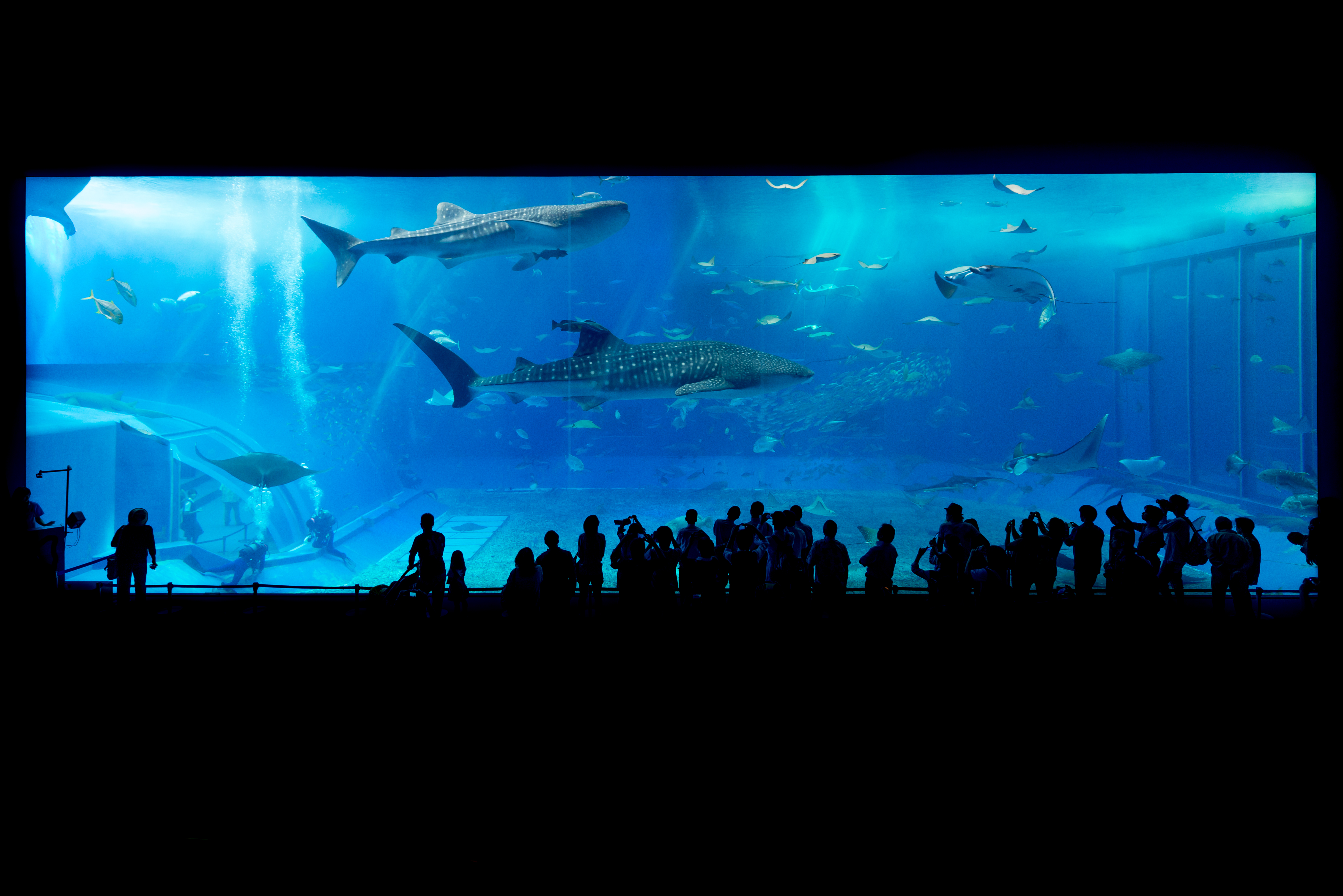
Des visiteurs admirant l'aquarium Kuroshio.

Le parc aquatique fait partie du complexe de loisirs de Motobu. L'aquarium est divisé en quatre étages où l'on peut voir les créatures des profondeurs, les requins, les coraux et autres poissons tropicaux. L'aquarium s'étend sur 19 000 m2 de terrain et dispose de 77 citernes de 10 000 m³ d'eau. L'eau de mer utilisée pour les réservoirs est pompée à 350 m de la côte 24 heures sur 24.
Le plus grand aquarium du parc, le Kuroshio, contient 7 500 m³ d'eau et dispose de la seconde plus grande « vitrine » pour un aquarium avec 8,2 × 22,5 m d'aire pour 60 cm d'épaisseur. Des requins-baleines et des raies manta évoluent au milieu d'autres espèces dans cet aquarium gigantesque.

## Activités annexes

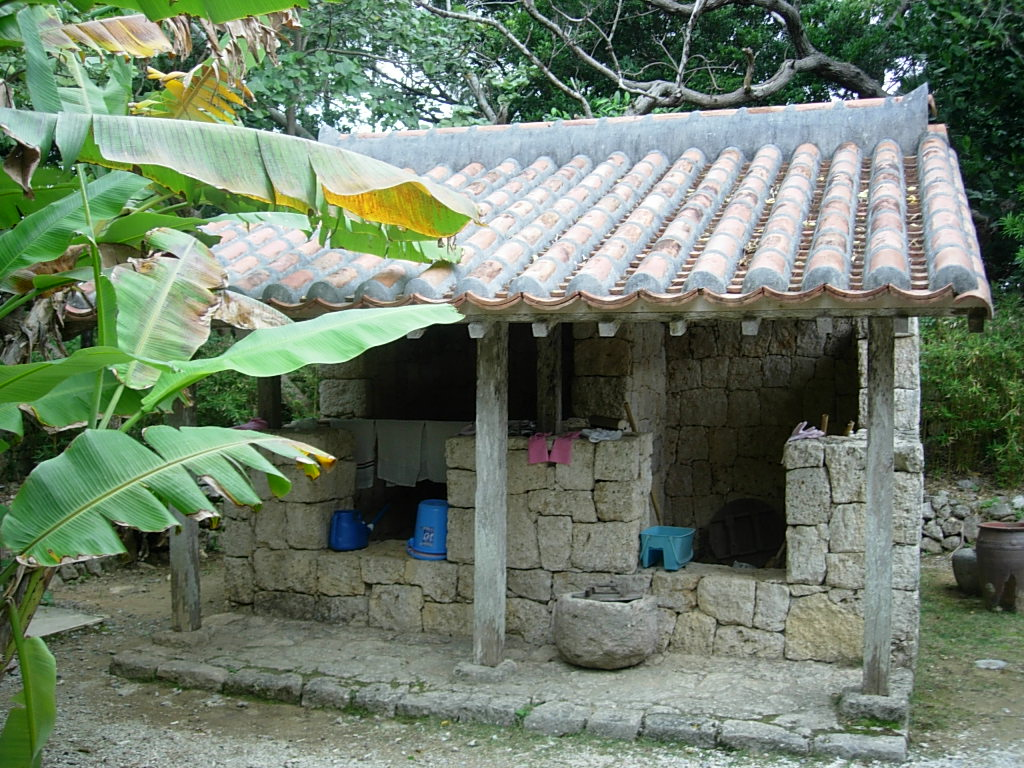
Une maison traditionnelle d'Okinawa.

- Près de l'aquarium, un delphinarium accueille deux dauphins que l'on peut toucher et qui se prêtent à des acrobaties.
- L'Ocean Expo Park, qui abrite l'aquarium, propose également : la reconstitution d'un village traditionnel d'Okinawa, un arboretum tropical et subtropical[3]...